# Helene Weilen
Helene Weilen, bis 1918 von Weilen, (auch: Helene Mandl-Weilen; * 26. Februar 1898 in Wien; † 24. August 1987 ebenda) war eine österreichische Schriftstellerin.

## Leben
Helene Weilen war die Tochter des Literaturwissenschaftlers Alexander von Weilen. Sie lebte als freie Schriftstellerin in Wien und war Verfasserin von Kinder- und Bilderbüchern. Sie schrieb auch Beiträge für deutsche, österreichische und Schweizer Zeitschriften, u. a. für Westermanns Monatshefte und
die Kinderpost. Weilen war daneben Mitarbeiterin des österreichischen Rundfunksenders RAVAG und nach 1945 des Senders Rot-Weiß-Rot. Im Jahr 1968 erhielt sie das Silberne Ehrenzeichen für Verdienste um die Republik Österreich. Sie wurde in einem ehrenhalber gewidmeten Grab am Wiener Zentralfriedhof bestattet.

## Werke
- Letzte Stunden, Wien [u. a.] 1921
- Reisebüro "Ferienglück", Wien [u. a.] 1947
- Susi, Wien 1948
- Der Bärli und die Hedi, der Dackel und der Fredi ..., Wien 1949 (zusammen mit Anny Hoffmann)
- Susi, du bist unmöglich!, Wien 1949
- Susi – oder Susanne?, Wien 1949
- Teddy's Ausflug in die Welt, Wien 1949 (zusammen mit Anny Hoffmann)
- Achtung Abfahrt!, Wien 1950 (zusammen mit Willy Mayrl)
- Die Eierdiebe, Wien 1950 (zusammen mit Anny Hoffmann)
- Lenerl, der Glückspilz, Wien 1950 (zusammen mit Anny Hoffmann)
- Micki und Nicki fliegen auf die Erde, Wien 1950 (zusammen mit Anny Hoffmann)
- Mutti hat Ausgang, Wien 1950
- Teddy und sein Bruder, Wien 1950 (zusammen mit Anny Hoffmann)
- Wir fahren und fliegen!, Wien 1950 (zusammen mit Willy Mayrl)
- 1, 2, 3, 4, 5, 6 Kätzchen, Wien 1951 (zusammen mit Anny Hoffmann)
- Für unsere Kleinen, Wien 1951
- Kobold Hinterlist, Wien 1951 (zusammen mit Gudrun Keussen)
- Wieso Elfi?, Wien 1951 (zusammen mit Anny Hoffmann)
- Pit und Pat, die lustigen Äffchen, Wien 1952 (zusammen mit Anny Hoffmann)
- Teddy und Pummel bei den Zwergen, Wien 1952 (zusammen mit Anny Hoffmann)
- 10 kleine Negerlein, Wien 1952 (zusammen mit Anny Hoffmann)
- Tumult um Tück, Wien 1953
- Vroneli, Wien 1953
- Kasimir, der Igel, Wien [u. a.] 1954
- Ihr bester Freund, Wien 1955
- Treffpunkt Kastanie, Wien [u. a.] 1955
- Postamt Christkindl, Wien [u. a.] 1956
- Kasimir und Kasimira, Wien [u. a.] 1958
- Mein großes Igel-Buch, München 1961
- Mein großes Teddy-Buch, Wien [u. a.] 1961
- Drei finden einen Weg, Wien [u. a.] 1962
- Mein Hasen-Buch, Wien [u. a.] 1962 (zusammen mit Ida Qualtinger)
- Mein Wichtel-Buch, Wien [u. a.] 1962
- Veronika und ihr bester Freund, Wien [u. a.] 1962
- Doktor Seidelbast, Wien [u. a.] 1963
- Ihr Kinderlein kommet ..., Wien 1963
- Wettfahrt mit Ursula, Wien [u. a.] 1963
- Emmerich, der Seehund, Wien 1964
- Tonis Paradies, Wien [u. a.] 1964
- Betreten strengstens verboten!, Wien [u. a.] 1965
- Teddys Abenteuer, Wien [u. a.] 1965
- Yvonne und ihre Freundin, Wien [u. a.] 1966
- Amalia mit dem langen Hals, Wien [u. a.] 1967 (zusammen mit Susi Weigel)
- Ich heiße Gigi, Wien 1967
- Ein Tag ohne Mutti, Wien [u. a.] 1967
- Rosinchen, das Wildschwein, Wien 1969
- Omi sehr gesucht, Wels [u. a.] 1973
- Susannes Geheimnis, Wien [u. a.] 1973
- Tonis glückliche Tage, Wien [u. a.] 1973
- Der kleine Igel Kasimir, Wien [u. a.] 1974 (zusammen mit Ferdinand Kessler)
- Yvonne heißt die Neue, Wien 1974
- Alle meine Tiere, Wien [u. a.] 1975
- Oh, diese Susanne, Wien [u. a.] 1978